# Federalnaja sloezjba bezopasnosti

Symbool van de FSB

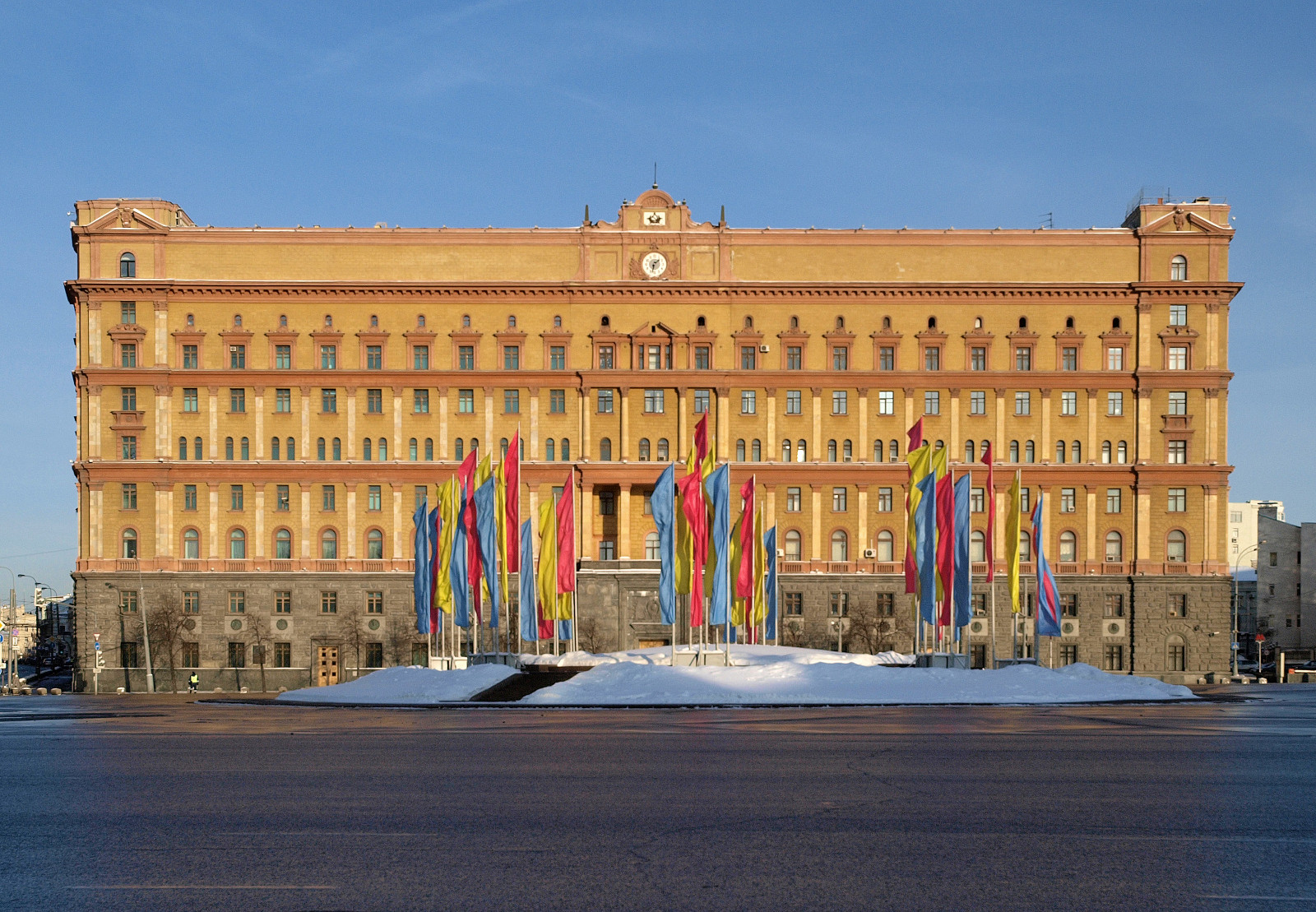
Hoofdkwartier van de FSB op het Loebjankaplein in Moskou

FSB is de gebruikelijke Russische afkorting van Federalnaja sloezjba bezopasnosti Rossijskoj Federatsii (Федеральная служба безопасности Российской Федерации), oftewel Federale Veiligheidsdienst van de Russische Federatie. Het is de directe (via de 'FSK') opvolger van de KGB.
De dienst houdt zich naar eigen zeggen onder meer bezig met het tegengaan van corruptie, terrorisme en georganiseerde misdaad, maar wordt door met name westerse overheden er ook van beschuldigd verschillende desinformatie-campagnes te leiden die tot doel zouden hebben om de Europese en Noord-Amerikaanse politieke stabiliteit te ondermijnen. 

## Geschiedenis
De dienst is in 1995 opgezet als opvolger van de FSK, die op zijn beurt de vervanger was van de roemruchte KGB. In datzelfde jaar kreeg de FSB bevoegdheden die veel verder gaan dan die van de FSK en die meer doen denken aan de bevoegdheden van de KGB.
De naamgeving van de Russische veiligheidsdienst is sinds de opzet in 1917 met regelmaat veranderd. In de periode 1991-1992 hebben vele naamsveranderingen elkaar snel opgevolgd en is de exacte naamgeving op een specifieke datum niet met zekerheid vast te stellen. De bekende namen die de dienst heeft gehad zijn (in omgekeerde chronologische volgorde):
- Federale Veiligheidsdienst (FSB) (Федеральная служба безопасности) 1995-
- Federale Contraspionage Dienst (FSK, Федеральная служба контрразведки) 1993-1995
- Ministerie van Veiligheid (MB) Министерство безопасности) 1992-1993
- Agentschap voor Federale Veiligheid (AfB) (Агентство федеральной безопасности) 1991-1992
- Interrepublieke Veiligheidsdienst (MSB) (Межреспубликанская служба безопасности) 1991-1992
- Ministerie van Veiligheid en Binnenlandse zaken (MBVD) (Министерство безопасности и внутренних дел) 1991-1992
- Comité voor de Staatsveiligheid (KGB) Комитет государственной безопасности) 1954-1991
- Ministerie van Binnenlandse zaken (MVD) Министерство внутренних дел (МВД) СССР март 1953 - март 1954
- Ministerie van Staatsveiligheid (MGB) (Министерство государственной безопасности) 1946-1953
- Volkscommissariaat van Staatsveiligheid (Народный комиссариат государственной безопасности) 1943-1946
- Volkscommissariaat van Binnenlandse zaken (NKVD) Народный комиссариат внутренних дел) 1941-1943
- Volkscommissariaat van Staatsveiligheid (NKGB) (Народный комиссариат государственной безопасности) 1941
- Volkscommissariaat van Binnenlandse zaken (NKVD) (Народный комиссариат внутренних дел) 1938-1941
- Hoofdafdeling voor Staatsveiligheid van het Volkscommissariaat van Binnenlandse zaken (Главное управление государственной безопасности (ГУГБ) НКВД) 1934-1938
- Verenigde Staatspolitieke afdeling (OGPU) (Объединенное Государственное Политическое Управление) 1923-1934
- Staatspolitieke afdeling (GPU) (Государственное политическое управление) 1922-1923
- Uitzonderlijke Groot-Russische Commissie (VChK) (Всероссийская чрезвычайная комиссия) 1917-1922

## Structuur
Van juli 1998 tot augustus 1999 was Vladimir Poetin, de latere president van het land, hoofd van de FSB, gevolgd door silovik Nikolai Patrushev van augustus 1999 tot mei 2008. Sindsdien is Aleksandr Bortnikov (het voormalige hoofd van de afdeling economische veiligheid) aangesteld als hoofd van de organisatie.
Op 11 juli 2004 tekende president Poetin een decreet voor een structuurwijziging van de FSB welke in september daaropvolgend werd doorgevoerd. Daarbij werd tevens bepaald dat de grensbewaking en de nationale afluisterdienst, de FAPSI, weer onder de FSB gingen vallen. Daarmee heeft de FSB vrijwel weer alle taken die de KGB had. De enige uitzondering is het buitenlandse inlichtingenwerk, dat ten tijde van de KGB onder het roemruchte eerste hoofddirectoraat viel, maar nu nog door de SVR wordt uitgevoerd.
De structuur van de FSB bestaat uit regionale afdelingen in alle regio's van de Russische Federatie en functionele afdelingen op federaal niveau in Moskou. De functionele centrale structuur is sinds de reorganisatie van september 2004 opgebouwd uit 8 diensten en vele afdelingen.
1. Dienst contra-spionage (Служба контрразведки - СКР)
2. Dienst grensbewaking (Пограничная служба) welke tussen 1993 en 11 maart 2003 de zelfstandige FPS was. Tussen 11 maart 2003 viel de FPS al enigszins onder de FSB en sinds september 2004 is het een gewoon onderdeel binnen de FSB.
3. Dienst contraterreur (Служба по защите конституционного строя и борьбе с терроризмом)
4. Dienst economische veiligheid (Служба экономической безопасности)
5. Dienst analyse, prognose en strategische planning (Служба анализа, прогноза и стратегического планирования)
6. Dienst personeel en organisatie (Служба по организационно-кадровой работе)
7. Dienst interne controle (Контрольная служба)
8. Dienst wetenschap en techniek (Научно-техническая служба)

## Hybride oorlogsvoering
De dienst wordt door met name westerse overheden ervan beschuldigd samen met de GROe en SVR een cruciale rol te spelen bij het verspreiden van Russische online desinformatie, die tot doel hebben om de Europese en Noord-Amerikaanse politieke stabiliteit te ondermijnen. De organisatie is daarmee onderdeel van de Russische hybride oorlogsvoering tegen het westen. De organisaties beheren een netwerk van websites die hun Russische oorsprong verhullen om een westers publiek aan te spreken en hen op deze wijze politiek-maatschappelijk te beïnvloeden en verdeeldheid te aan te wakkeren.
Online desinformatie sites als SouthFront en NewsFront worden direct door de FSB aangestuurd en appelleert aan militaire enthousiastelingen, veteranen en complotaanhangers, waarbij het de Russische oorsprong verhult. SouthFront stimuleerde de perceptie van vervalste Amerikaanse presidentsverkiezingen in 2020 en NewsFront was actief met het verspreiden van valse informatie over het COVID-19-vaccin. Ook trollfarm Internet Research Agency, die oorlogspropaganda verspreidden via sociale media over de strijd in Syrië en Oekraïne, werd door de FSB en GROe aangestuurd. Deze gerichte ondermijning van westerse maatschappijen leidde tot gerichte sancties tegen betrokkenen in de FSB.

## Relaties met Nederland
In mei 2017 werd bekend dat leden van de FSB sinds 2009 regelmatig naar Nederland komen, om op uitnodiging van de Nederlandse politie met onder meer leden van het FBI te overleggen over het bestrijden van cybercrime. De Nederlandse veiligheidsdienst AIVD was bezorgd over deze bezoeken en om hieraan tegemoet te komen, wordt de AIVD vooraf en achteraf geïnformeerd en worden de gebruikte ruimtes onderzocht op de eventuele aanwezigheid van afluisterapparatuur.